# Rhinotragus analis
Rhinotragus analis är en skalbaggsart som beskrevs av Audinet-serville 1833. Rhinotragus analis ingår i släktet Rhinotragus och familjen långhorningar. Inga underarter finns listade i Catalogue of Life.